# Janae Kroc
Janae Marie Kroczaleski (Ann Arbor, Míchigan; 8 de diciembre de 1972; anteriormente Matthew Raymond Kroczaleski) es una estadounidense que anteriormente compitió en levantamiento de potencia y en culturismo.
En lo que respecta a la combinación (sentadilla, press de banca y peso muerto) del total de powerlifting equipado, el 25 de abril de 2009, en Iowa, Kroc estableció el récord mundial masculino en la categoría de peso de 220 libras con 2.551 libras (compuesto por 738 libras de press de banca, 810 libras de peso muerto y 1003 libras de sentadilla de espalda), que en ese momento era también el quinto total más alto para la categoría de peso de 242 libras Matt dejó de ostentar el récord el 21 de agosto de 2010, cuando Shawn Frankl (quien a su vez ostentaba el récord antes de Matt) logró un total de 2.715 libras en Ohio. En 2015, salió del armario como persona transgénero y de género fluido, tomando el nombre de 'Janae' y adoptando pronombres femeninos. Kroczaleski usa el nombre 'Matt' y pronombres masculinos para referirse al tiempo antes de su transición.

## Carrera

### Militar
Kroc sirvió en el Cuerpo de Marines de los Estados Unidos de 1991 a 1995 y fue seleccionado para el servicio de seguridad presidencial bajo el mandato del presidente Bill Clinton. El período de servicio incluyó un tiempo en Washington D. C., proporcionando seguridad a los oficiales militares en el Pentágono y a algunos de los jefes de Estado Mayor de 1992 a 1994. Fue asignado al servicio de seguridad de Warren Christopher (entonces secretario de Estado) durante las conferencias de las Naciones Unidas en 1993, y posteriormente fue asignado a la fuerza de seguridad en el retiro presidencial de Camp David de 1994 a 1995.

### Levantamiento de potencia
Kroc comenzó a participar en competiciones de levantamiento de potencia (powerlifting) tras su ingreso en los Marines en 1991.
En 2002, se graduó en la universidad y compró una casa antes de los Nacionales de la USAPL de 2002. Más tarde, se fue a London (Ohio), para entrenar en un complejo con Dave Tate y Jim Wendler. Kroc también entrenó con John Meadows, Branch Warren y Johnnie O. Jackson.
Kroc desarrolló lo que llamaba "remos kroc", o remos con mancuernas realizados con un peso extremadamente pesado y muchas repeticiones. Hizo un vídeo en el que mostraba 25 repeticiones con 225 libras, y se sabe que realizaba remos kroc con mancuernas de hasta 300 libras. También describió haber levantado 300 libras durante 13 repeticiones usando correas; y tanto 205 libras durante 30 repeticiones, como 175 libras durante 40 repeticiones, ninguna de ellas con correas. La afirmación de 300x13 fue verificada en el Arnold Sports Festival de 2010.
En 2017, después de 18 meses con estrógenos, el rendimiento de Kroc se redujo a 210 libras para 10 repeticiones y a levantar peso muerto de 605 libras.

### Otros
Kroc se graduó en la Universidad Estatal de Ferris en 2002 y es un farmacéutico registrado que trabaja en la división de farmacia especializada de Walgreens. Kroc tuvo carreras como atleta patrocinado bajo contrato tanto con EliteFTS como con MuscleTech, y como autor y modelo, habiendo aparecido y publicado artículos en muchas revistas incluyendo Men's Fitness, Powerlifting USA, MuscleMag y Muscle & Fitness. Kroc también es un autor destacado de T-Nation.

## Vida personal
En entrevistas, Kroc ha descrito que creció en una caravana en una zona rural conservadora. Kroc empezó a ejercitarse con pesas Sears rellenas de cemento a los seis años, incluso haciendo 100 repeticiones con una mancuerna de 10 libras, y a los 8 años construyó un banco de pesas con un 2x4 o un 2x12 sobre bloques de cemento e hizo una barra con jarras de leche llenas de arena colgadas en un palo. Kroc pesaba 118 libras en su primer año de instituto y, tras graduarse en el Standish-Sterling Central.
En 2004, a Kroc se le diagnosticó un cáncer testicular. Kroc tuvo tres hijos con una mujer llamada Patty; se separaron en 2006. Kroc también se casó con otra mujer llamada Lauren.
Kroc dice que era el "más varonil de los hombres varoniles", conocido como "Ultimate Alpha Male" antes de su transición. Kroc salió del armario como transgénero ante sus amigos y familiares (incluidos sus tres hijos) en torno a 2005. En abril de 2015, Kroc cambió legalmente su nombre de pila de Matthew Raymond a Janae Marie, un nombre elegido por la madre de Kroc. En julio de ese año, Kroc salió del armario como transgénero y de género fluido. Ella vive como ambos géneros, diciendo que a menudo se siente como dos personas completamente diferentes tratando de compartir un cuerpo, luchando por el control. Kroc prefiere pronombres femeninos, pero utiliza pronombres masculinos cuando se refiere a su vida como Matt. En diciembre de 2015, la de Kroc fue la primera destacada entre las 63 salidas del armario más impactantes de 2015.
People describió un post de Instagram en el que Kroc describía haberse sometido a una cirugía de feminización facial más de un año antes de salir del armario públicamente. Artículos anteriores afirman lo mismo.
Después de una entrevista realizada en agosto por Dave Palumbo, en septiembre Kroc anunció el inicio de una transición de género completa, comenzando tratamientos tanto quirúrgicos como hormonales, y dejando de levantar la carrera. En una entrevista de octubre de 2015, Janae mencionó que llevaba cuatro semanas de terapia de estrógenos y que estaba tomando un bloqueador de testosterona. Ese mismo mes, Kroc fue mencionada en la portada de Muscle & Fitness en la que aparecía en una entrevista y en una sesión de fotos Kroc había formado parte del consejo asesor de la revista. Este fue el reportaje más largo (con mayor número de palabras) publicado hasta la fecha en Muscle & Fitness, y el primero en presentar a un atleta transgénero. Una cirugía de feminización facial en 2017 se retrasó debido a una infección por la mordedura de un gato.